# Rajko Brežančić
Rajko Brežančić, cyr. Рајко Брежанчић (ur. 21 sierpnia 1989 we Vlasenicy) – serbski piłkarz występujący na pozycji obrońcy, były zawodnik młodzieżowej reprezentacji Serbii. Od 2019 występuje w klubie Málaga CF.